# Ignacio Allende 2da. Sección
Ignacio Allende 2da. Sección är en ort i Mexiko.   Den ligger i kommunen Teapa och delstaten Tabasco, i den sydöstra delen av landet, 700 km öster om huvudstaden Mexico City. Ignacio Allende 2da. Sección ligger 41 meter över havet och antalet invånare är 848.
Terrängen runt Ignacio Allende 2da. Sección är kuperad söderut, men norrut är den platt. Runt Ignacio Allende 2da. Sección är det ganska tätbefolkat, med 108 invånare per kvadratkilometer. Närmaste större samhälle är Teapa, 3,8 km öster om Ignacio Allende 2da. Sección. Trakten runt Ignacio Allende 2da. Sección består till största delen av jordbruksmark.